# Ronnie Hellström
Ronnie Hellström (Malmö, 1949. február 21. – 2022. február 6.)  svéd válogatott labdarúgókapus.

## Pályafutása

### Klubcsapatban
1966 és 1974 között a Hammarby játékosa volt. 1974 és 1984 között a német Kaiserslautern kapuját védte. 1988-ban egy mérkőzésen pályára lépett a GIF Sundsvall csapatában is. Két alkalommal (1971, 1978) választották meg az év labdarúgójának Svédországban.

### A válogatottban
1968 és 1980 között 77 alkalommal szerepelt a svéd válogatottban. Részt vett az 1970-es, az 1974-es és az 1978-as világbajnokságon.

## Sikerei, díjai
Kaiserslautern
- Német kupadöntős (1): 1975–76, 1980–81

Egyéni
- Guldbollen (2): 1971, 1978